# Ильма (приток Устья)
Ильма, в верхнем течении Осница (выше притока Золотуха) — река на территории России, протекает по Борисоглебскому району Ярославской области. Устье реки находится в 100 км по правому берегу реки Устье от её устья. Длина реки составляет 32 км, площадь водосборного бассейна — 300 км².
Крупнейшие притоки: Золотуха (26 км от устья, слева), Яскинская и Жухлинская, Ворьсма (12 км, слева), Вогра (6,6 км, слева).
Сельские населённые пункты у реки: Исаево, Ново, Баскачи, Щурово, Трепарево, Коробцово, Александрово, Никиткино, Савинское и Прудищи, Тюфеево, Сосновка, Козино, Попово, Шаньково, Старково, Иевцево; устье находится напротив деревни Зманово.

## Данные водного реестра
По данным государственного водного реестра России относится к Верхневолжскому бассейновому округу, водохозяйственный участок реки — Волга от Рыбинского гидроузла до города Кострома, без реки Кострома от истока до водомерного поста у деревни Исады, речной подбассейн реки — Волга ниже Рыбинского водохранилища до впадения Оки. Речной бассейн реки — (Верхняя) Волга до Куйбышевского водохранилища (без бассейна Оки).
Код объекта в государственном водном реестре — 8010300212110000010712.

### Притоки
(указано расстояние от устья)
- 6,6 км: река Вогра (лв)
- 12 км: река Ворьсма (Ворсма) (лв)
- 26 км: река Золотуха (лв)